# La Cabeza de Condor
La Cabeza de Condor is een berg in de Cordillera Real in Bolivia.
La Cabeza de Condor betekent letterlijk het hoofd van de condor. Deze naam heeft de berg waarschijnlijk gekregen omdat hij van een afstand eruitziet als een condor, die in het gebied veel voorkomt. De ernaast gelegen toppen Ala Izquierda en Ala de Derecha lijken op de linker en rechtervleugel van de Condor. Mogelijk heeft deze berg een rol gespeeld in het Incageloof.
Deze zeer interessante berggroep is een plaats waar de bergbeklimmer veel routes kan beklimmen, van klassiek tot rots of alpine ijsklimroutes, en van eenvoudige expedities.
Er zijn diverse andere bergen te beklimmen in het gebied: Pequňo Alpamayo, Ilusion, Ilusionsita, Tarija. Gezien de goede weersomstandigheden en de geringe fysieke uitdagingen in het gebied, kan men gedurende 10 dagen elke dag een berg beklimmen.
Het gebied wordt bewoond door Lama, Guanacoen Alpaca-herders. Die dan ook geregeld in het basiskamp komen.